# 414
Період падіння Західної Римської імперії. У Східній Римській імперії триває правління Феодосія II. У Західній формально править Гонорій, але значна частина території окупована варварами. У Китаї правління династії Цзінь. В Індії правління імперії Гуптів. У Японії триває період Ямато. У Персії править династія Сассанідів.
На території лісостепової України Черняхівська культура. У Північному Причорномор'ї готи й сармати. Історики VI століття згадують плем'я антів, що мешкало на території сучасної України приблизно з IV сторіччя. З'явилися гуни, підкорили остготів та аланів й приєднали їх до себе.

## Події
- 1 січня Галла Плацидія, зведена сестра імператора Гонорія, одружується в Нарбонні з королем вестготів Атаульфом.
- 4 липня 13-річний Імператор Феодосій II віддав повноту влади сестрі Пульхерії, яка проголосила себе августою і править як регент.
- Римський військовий магістр Констанцій III розпочав кампанію проти готів у Галлії. Він блокував порти й узяв в облогу Марсель.
- Візіготи знову проголосили імператором Пріска Аттала, намагаючись нав'язати свої умови імператору Гонорію.
- Зведена Стела Квангетхо.